# André Birmelé
André Birmelé, né le 14 mars 1949 à Ingwiller (Bas-Rhin), est un pasteur et théologien luthérien français qui fut professeur, puis doyen de la Faculté de théologie protestante de Strasbourg, et dont le parcours est marqué par son engagement œcuménique.

## Biographie
Il commence par des études de mathématiques avant de s'orienter vers la théologie. Il fait ses études à la faculté de théologie protestante de Strasbourg, puis à l'université de Tubingen et de Bâle. Il est pasteur de l'Église de la confession d'Augsbourg d'Alsace et de Lorraine de 1972 à 1981, d'abord comme vicaire à Ingwiller (1972-1973), puis comme pasteur à Roppenheim (1973-1981).
En 1974 il rejoint le Centre d'études œcuméniques de la Fédération luthérienne mondiale à Strasbourg, d’abord comme assistant, puis comme professeur de recherche. Il a été et est membre de diverses commissions de dialogues théologiques que les luthériens mènent tant au plan européen qu’au plan mondial avec les Églises réformées, méthodistes, anglicanes et catholique. Les questions méthodologiques du mouvement œcuménique (modèles d’unité, consensus, déclaration de communion…) sont centrales dans ses recherches. Il a été membre du comité central du Conseil œcuménique des Églises, puis du comité exécutif de Foi et Constitution.
De 1983 à 2014 il enseigne la théologie systématique à la faculté de théologie protestante de Strasbourg. De 2001 à 2005 il a été doyen de cette faculté avant de prendre la direction de l’École doctorale de théologie et de sciences religieuses. En 1996 il est élu à l'Académie internationale des sciences religieuses, en 2000 à l'Académie des sciences et des lettres de la République de Finlande.

## Sélection d'œuvres
La liste complète des publications d'André Birmelé peut être consultée sur le site du Centre d’études œcuméniques .
- Le salut en Jésus-Christ dans les dialogues œcuméniques, Paris, Genève, 1986
- La foi des Églises luthériennes. Confessions de foi et catéchismes, Paris, Genève, 1991
- Accords et dialogues œcuméniques, Lyon, Olivétan, 2021 (éd. augmentée et mise à jour)
- La communion ecclésiale. Progrès œcuméniques et enjeux méthodologiques, Paris, Genève, 2000
- L'horizon de la grâce, la foi chrétienne, Lyon, Olivétan ; Paris, Cerf, 2013.
- La Concorde de Leuenberg, 1973-2023. 50 ans de communion ecclésiale, Paris, Cerf ; Lyon, Olivétan, 2023